# 特鲁希略 (卡塞雷斯省)
特鲁希略，是西班牙埃斯特雷马杜拉卡塞雷斯省的一个市镇。总面积650平方公里，总人口9219人（2001年），人口密度14人/平方公里。